# Huljajpole
Huljajpole (ukrainsk: Гуляйполе ukrainsk udtale: [ɦʊlʲɐjˈpɔle]; tr. vandreplads) er en by i Polohy rajon, Zaporizjzja oblast, Ukraine. Byen har 12.786 (2022) indbyggere.
Byen er kendt som fødested for den ukrainske anarkistiske revolutionær Nestor Makhno. Huljajpole blev angrebet af russiske styrker (Slaget ved Huljajpole (en)) under Ruslands invasion af Ukraine 2022 og fik store skader, og placerede den på en af kontaktlinjerne mellem ukrainsk og russisk besat område.

## Historie
Før Krim-khanatet blev annekteret af Det Russiske Kejserrige, var området hovedsageligt beboet af Zaporozhiske kosakker og den nomadiske Mindre Nogai Horde. Bosættelsen opstod i løbet af 1770'erne, efter opførelsen af Dnepr-forsvarslinjen på landområder fra det tidligere Zaporizka Sitj (no), som led i Det Russiske Kejserriges politik om at befolke og udvikle de erobrede Zaporizjziske områder. Da Katarina den Store opløste Sich, flygtede de lokale kosakker enten i eksil eller blev bragt i livegenskab, og beboerne i det nuværende Huliaipole faldt under Shabelskiys åg.

## Galleri
- Tidligere drengegymnasium
- Gammel mølle, oprindelig ejet af det tyske Kriegerselskab[4]
- Lokalhistorisk museum